# Lista de prefeitos de Inhapi
Esta é uma lista de prefeitos e vice-prefeitos do município alagoano de Inhapi, desde sua emancipação em 1962.
O cargo de prefeito foi criado em 11 de abril de 1835, pela assembleia provincial paulista, em reação aos amplos poderes conferidos pelo Código de Processo Criminal de 1832 às câmaras municipais. Seguiram o exemplo paulista seis províncias do nordeste brasileiro (Alagoas, Ceará, Maranhão, Paraíba, Pernambuco e Sergipe).
Sob a vigente ordem constitucional, essa designação é dada ao funcionário público do Poder Executivo municipal, que exerce seu cargo em função de uma legislatura (mandato), sendo para tanto eleito a cada quatro anos, podendo ser reeleito por mais 4 anos (segundo mandato).
Funções
O poder executivo municipal chefia a administração e comanda os serviços públicos, tendo como comandante o prefeito.
A partir da constituição brasileira de 1934, o cargo de prefeito passou a ser o único, em todo o Brasil, ao qual estão atribuídas as funções de chefe do poder executivo do governo local, em simetria aos chefes dos executivos da União e do estado, portanto, em forma monocrática. Este texto quer dizer que deverá haver harmonia e integração de ação entre as esferas envolvidas sem a intervenção de uma na outra, exceto nos casos previstos na Constituição Federal.
Eleições
O prefeito é eleito por sufrágio universal, secreto, direto, em pleito simultâneo em todo o País, realizado a cada quatro anos, no primeiro domingo de outubro.
E trinta dias após tem lugar o segundo turno, se o eleito em primeiro lugar não atingir 50% dos votos válidos mais um voto, no caso de municípios com mais de duzentos mil eleitores.
Conforme a legislação eleitoral atual no Brasil para tornar-se elegível, exige-se uma série de requisitos;
- Possuir nacionalidade brasileira ou portuguesa (neste caso, o cidadão português deve se encontrar amparado pelo Estatuto de Igualdade entre Portugueses e Brasileiros),
- Título de eleitor em dia e estar em gozo pleno do exercício dos direitos políticos,
- Domicilio eleitoral na circunscrição na qual o candidato se apresenta,
- Filiação partidária,
- Ser alfabetizado (tópico invalidado pela atual constituição brasileira de 1988),
- Desincompatibilização de cargo público — Se ocupa um cargo público deve sair seis meses antes das eleições e voltar caso possa só após seis meses ao pleito eleitoral,
- Renúncia de outro mandado até seis meses antes do pleito e não ser parente afim ou consangüíneo, até segundo grau, ou cônjuge de titular de cargo eletivo; pode, entretanto, ser candidato à reeleição (artigo 14 da Constituição),
- Ter idade mínima de 21 anos.

## Relação de Prefeitos Municipais desde a emancipação
| Nº | Nome                                               | Partido | Vice-prefeito                   | Início do mandato       | Fim do mandato         | Observações                                                                                   |
| 1  | Wilson Laranjeiras Vilar                           | ARENA   | Sebastião Carlos Nunes          | 22 de agosto de 1962    | 14 de Janeiro de 1969  | Primeiro prefeito municipal                                                                   |
| 2  | Sandro Cabral                                      | ARENA   | Wilmar Guimarães de Sousa       | 15 de Janeiro de 1969   | 31 de dezembro de 1970 | Prefeito municipal durante a Ditadura Militar                                                 |
| 3  | Everaldo Malta Brandão                             | ARENA   | Antônio Lisita                  | 1° de janeiro de 1971   | 30 de janeiro de 1973  | Prefeito municipal durante a Ditadura Militar                                                 |
| 4  | Rodrigo Donizete Carvalho                          | MDB     | Sílvio Terra                    | 31 de janeiro de 1973   | 31 de janeiro de 1977  | Prefeito municipal durante a Ditadura Militar (eleito pelo MDB durante as eleições de 1972)   |
| 5  | Luis Celso Malta Brandão                           | ARENA   | Hamilton Zocolli                | 1° de fevereiro de 1977 | 31 de janeiro de 1983  | Prefeito municipal durante a Ditadura Militar (eleito pela ARENA durante as eleições de 1976) |
| 6  | José Gomes de Oliveira "Zé Crente"                 | PDS     | Jorivê Alves de Melo            | 1° de fevereiro de 1983 | 31 de dezembro de 1988 | Prefeito e vice eleitos com a redemocratização(eleito pelo PDS durante as eleições de 1982)   |
| 7  | Celso Luiz Tenório Brandão                         | PDS     | Davi Cosac                      | 1° de janeiro de 1989   | 31 de dezembro de 1992 | Prefeito e vice eleitos                                                                       |
| 8  | Paulo Roberto Malta Brandão                        | PMDB    | Ronaldo Alves Macedo            | 1º de janeiro de 1993   | 31 de dezembro de 1996 | Prefeito e vice eleitos                                                                       |
| 9  | Oberdan Tenório Brandão "Bel"                      | PSDB    | Waldyr Castro Quinta            | 1º de janeiro de 1997   | 31 de dezembro de 2000 | Prefeito e vice eleitos                                                                       |
| 10 | Oberdan Tenório Brandão "Bel"                      | PSDB    | Waldyr Castro Quinta            | 1° de janeiro de 2001   | 31 de dezembro de 2004 | Prefeito e vice reeleitos                                                                     |
| 11 | Renato Alves Costa                                 | PSB     | Gilson Tenório Cavalcante (PSB) | 1º de janeiro de 2005   | 31 de dezembro de 2008 | Prefeito e vice eleitos                                                                       |
| 12 | Oberdan Tenório Brandão "Bel"                      | PMN     | Adeildo Alves Vieira (PMDB)     | 1º de janeiro de 2009   | 31 de dezembro de 2012 | Prefeito e vice eleitos                                                                       |
| 13 | José Cícero Vieira "Zé Cícero"                     | PT      | Cristina Costa (PSC)            | 1º de janeiro de 2013   | 31 de dezembro de 2016 | Prefeito e vice eleitos                                                                       |
| 14 | José Cícero Vieira "Zé Cícero"                     | PT      | Cristina Costa (PSC)            | 1° de janeiro de 2017   | 31 de dezembro de 2020 | Prefeito e vice reeleitos                                                                     |
| 15 | Luiz Celso Malta Brandão Filho "Tenorinho Brandão" | PP      | Edno de Souza Lima (MDB)        | 1º de janeiro de 2021   | 31 de dezembro de 2024 | Prefeito e vice eleitos                                                                       |
| 16 | Luiz Celso Malta Brandão Filho "Tenorinho Brandão" | PP      | Gilson Tenório Cavalcante (PP)  | 1° de janeiro de 2025   | Atualidade             | Prefeito reeleito e vice eleito                                                               |

Legenda
| cor   | significado |
| verde | mandatários eleitos por votação direta.                                                                                       |
| bege  | mandatários interinos, ou nomeados pela Câmara Municipal, pelo governo central (estadual ou federal) ou por decisão judicial. |